# منتخب ميانمار لكرة القاعدة
منتخب ميانمار لكرة القاعدة هو ممثل ميانمار الرسمي في المنافسات الدولية في كرة القاعدة.